# Bandits (2001)
Bandits is een Amerikaanse filmkomedie uit 2001 onder regie van Barry Levinson.

## Verhaal
Terry Collins en Joe Blake zijn twee misdadigers, die banken beroven door de avond voor de overval te overnachten bij de bankdirecteur. De zaken worden ingewikkelder, als ze de mooie Kate Wheeler ontvoeren en allebei verliefd worden op haar.

## Rolverdeling
| Acteur                   | Personage          |
| ------------------------ | ------------------ |
| Bruce Willis             | Joe Blake          |
| Billy Bob Thornton       | Terry Collins      |
| Cate Blanchett           | Kate Wheeler       |
| Troy Garity              | Harvey Pollard     |
| Brían F. O'Byrne         | Darill Miller      |
| Stacey Travis            | Cloe Miller        |
| Bobby Slayton            | Darren Head        |
| January Jones            | Claire             |
| Azura Skye               | Cheri              |
| Peggy Miley              | Mildred Kronenberg |
| William Converse-Roberts | Charles Wheeler    |
| Richard Riehle           | Lawrence Fife      |
| Micole Mercurio          | Sarah Fife         |
| Scott Burkholder         | Politieagent       |
| Anthony Burch            | Phil               |